# Pericoma affinis
Pericoma affinis är en tvåvingeart som beskrevs av Krek 1985. Pericoma affinis ingår i släktet Pericoma och familjen fjärilsmyggor. Inga underarter finns listade i Catalogue of Life.